# Stegron
Stegron el Hombre Dinosaurio es un supervillano ficticio que aparece en los cómics estadounidenses publicados por Marvel Comics. Creado por el escritor Len Wein y el artista Gil Kane, el personaje apareció por primera vez en Marvel Team-Up # 19 (marzo de 1974).

## Biografía del personaje ficticio
Vincent Stegron fue contratado por S.H.I.E.L.D. para trabajar con el Dr. Curt Connors de estudiar el ADN de los dinosaurios de la Tierra Salvaje. Inspirado por el experimento que convirtió a Connors en el Lagarto, Stegron robó un poco de ADN de dinosaurio y se lo inyectó. En unos momentos, Stegron se transformó en una criatura parecida a un Stegosaurus semi-humanoide naranja. Stegron ganó la capacidad de comandar dinosaurios reales, y planeó usarlos en sus planes para conquistar el mundo y convertir a toda la humanidad en criaturas como él. Llevando a varios dinosaurios con él desde la Tierra Salvaje a la ciudad de Nueva York, se encontró con Spider-Man, Pantera Negra y Ka-Zar. Durante la batalla que siguió, Stegron fue golpeado al ser arrojado a un río cercano y aparentemente ahogado.
Meses después, Stegron regresó y chantajeó a Connors para que lo ayudara a restaurar varios restos de dinosaurios de un museo. Connors hizo lo que Stegron le pidió y accidentalmente se convirtió en el Lagarto. Los dos hombres reptiles se enfrentaron cuando Spider-Man llegó y luego Stegron fue enviado a la hibernación por las temperaturas extremadamente frías que el clima estaba produciendo.
Meses después, Stegron, ahora de vuelta en su forma humana, despertó de la hibernación y vagó por Nueva York. Durante una batalla entre el Buitre y Spider-Man, Stegron recuperó su forma y sus poderes de dinosaurio y se unió a muchos de los enemigos de Spider-Man (incluidos el Doctor Octopus, Buitre, Rhino, Escarabajo, Boomerang, Respuesta, Enjambre, Strikeback y Hardshell) en un batalla total para derrotarlo. Stegron quedó inconsciente y las autoridades lo llevaron.
Stegron finalmente regresó a la Tierra Salvaje, donde se hizo cargo de una instalación de S.H.I.E.L.D. que llamó la atención de Thunderstrike, Viuda Negra y Pantera Negra. Durante la batalla por la instalación, Stegron fue forzado a un ambiente extremadamente frío y nuevamente entró en hibernación. Algún tiempo después, Stegron logró despertar de su sueño y aterrorizó a Petrolera Roxxon (que estaba perforando ilegalmente en la Tierra Salvaje). Pronto, Stegron fue rechazado por Ka-Zar, Shanna la Diablesa y Spider-Man. Durante la batalla, Hulk y una gigantesca criatura parecida a un pájaro / buey conocida como Chtylok llegó y ayudó a Stegron a luchar contra Petrolera Roxxon. Los héroes unieron fuerzas con Stegron cuando se dieron cuenta de que estaba tratando de proteger la Tierra Salvaje. Finalmente, Stegron logró asustar a los agentes de Roxxon y se quedó en paz en la Tierra Salvaje.
Algún tiempo después, Stegron (vuelto a su forma humana) se exilió para vagar por el Círculo polar ártico cuando se topó con la Roca de la Vida. Inspirado por sus habilidades de evolución, se lo llevó a Nueva York, donde lentamente comenzó a transformarse nuevamente en su forma de dinosaurio. Luego envió la Roca a un amigo suyo, que luego la exhibió en el Museo de Historia Natural con la esperanza de que convirtiera a los habitantes de la ciudad de Nueva York en criaturas prehistóricas como él con él como su líder. Como resultado, varios héroes y villanos con conexiones con el reino animal como Spider-Man, Puma, Gata Negra, Buitre, Lagarto, Hombre Lobo y Vermin fueron afectados por su poder, causando un aumento en su salvajismo. Spider-Man mantuvo el control y descubrió los planes de Stegron en el museo donde los dos lucharon. Con la ayuda de Mister Fantástico y Mujer Invisible, Spider-Man logró evitar que los poderes de la Roca llegaran a otros en Nueva York usando una pieza de su armadura. Luego venció a Stegron para que se sometiera. Stegron fue detenido por las autoridades cuando los Cuatro Fantásticos colocaron la Roca en una bóveda segura en el Edificio Baxter.
Stegron regresó nuevamente a la Tierra Salvaje, pero poco después de su regreso, Petrolera Roxxon atacó nuevamente, con la intención de obtener vibranium. Stegron fue reclutado por Ka-Zar y Brainchild para ayudar a combatir a los atacantes.
Stegron fue visto más tarde en la prisión de la Zona Negativa durante la historia de "Invasión secreta" de 2008. De alguna manera, escapó y regresó a la Tierra Salvaje. Mientras estaba allí, se encontró con el Dinosaurio Diablo muerto de hambre, que se había desplomado en una depresión después de que su compañero Chico Luna fuera secuestrado por agentes de S.H.I.E.L.D.. temiendo por la supervivencia de la bestia (ya que era la última de su especie), Stegron abandonó la Tierra Salvaje sin informarle a Ka-Zar que libraría una guerra contra S.H.I.E.L.D. Stegron marchó a través de los EE. UU., Atacando la base militar después de base, buscando el primate perdido. Se encontró con poca oposición. Su único desafío serio proviene de los ataques de la Iniciativa de los Cincuenta Estados. Finalmente, debido a la ayuda de su nuevo recluta Reptil, Stegron fue derrotado y puesto bajo custodia. Al conocer el motivo detrás de su ataque, acordaron devolver a Chico Luna a la Tierra Salvaje para reunirse con su compañero.
Más tarde, Stegron colabora con Sauron en un plan para convertir a la humanidad en dinosaurios donde lucharon contra Spider-Man y los estudiantes mutantes de la Escuela Jean Grey para Jóvenes Dotados. Los planes del dúo se desmoronan por su propia lucha interna, exacerbada a propósito por su amor mutuo, Shark Girl, que causó que sus poderes se neutralizaran entre sí.
Stegron se revela más tarde como el autor intelectual detrás de un ataque monstruoso contra una iglesia. Después de que Eddie Brock descubre uno de los dinosaurios de Stegron y se lo entrega a Liz Allan, CEO de Alchemax, se dirige hacia las alcantarillas y encuentra su guarida, hasta que es descubierto y capturado. Venom logra escapar con la ayuda de Chica Luna y Dinosaurio Diablo, que estaban investigando los ataques de dinosaurios. Cuando Venom y Chica Luna regresan al escondite, Stegron toma el control de Dinosaurio Diablo y lo envía a atacarlos. Stegron reveló que Alchemax lo había contratado anteriormente para encontrar una manera de colocar factores de curación en los humanos que lo llevaron a realizar sus experimentos con suero de dinosaurio en personas sin hogar y animales salvajes. Antes de que Stegron pueda verter el suero de dinosaurio en el suministro de agua, Venom y Chica Luna trabajaron juntos para liberar al Dinosaurio Diablo del control de Stegron y derrotar a Stegron, que estaba bajo la custodia de Alchemax. Aunque sus creaciones de Gente Dinosaurio todavía residían bajo tierra.
En un preludio a la historia de "Hunted", Stegron se encuentra entre los personajes de temática animal capturados por Taskmaster y Hormiga Negra en nombre de Kraven el Cazador. Él está entre los que Arcade revela públicamente como los Seis Salvajes.
Durante la historia de "Sinister War", Stegron estaba con los Seis Salvajes cuando atacaron la vista de donde se mostraba la película que hicieron a Mary Jane Watson y un Mysterio disfrazado.
Stegron aparece más tarde como miembro de Anti-Arach9 de Octavia Vermis.

## Poderes y habilidades
Stegron tiene fuerza sobrehumana, velocidad, resistencia y durabilidad. Stegron posee una cola prensil, que puede usar como arma o para agarrar objetos, así como garras y dientes afilados. Su piel es muy duradera y es prácticamente a prueba de balas. Stegron también tiene la capacidad mental de controlar o manipular cualquier dinosaurio en un área desconocida a su alrededor. Ha exhibido el poder de controlar o manipular la parte reptiliana del cerebro en cualquier forma de vida.
Durante su alianza desafortunada, Sauron le otorgó a Stegron la capacidad de drenar la fuerza vital de los demás a través del contacto físico.
Al igual que los reptiles, Stegron es vulnerable a las bajas temperaturas.

## Otras versiones

### Marvel Adventures
- En el universo de Marvel Adventures, los Vengadores se encuentran con Stegron en la Tierra Salvaje.[23]

### Secret Wars
- Durante la historia de 2015 "Secret Wars", una variación de Stegron vive en el dominio Battleworld de Spider-Island. Cuando Vincent Stegron es infectado por el Virus Araña de la Reina Araña, es incluido en su Brain Trust. Esto dura hasta que el Agente Venom y su Resistencia atacan su base, donde el Agente Venom le da a Vincent Stegron un suero que lo transforma en Stegron, mientras se pone del lado de la Resistencia.[24] Stegron luego trabaja con Duende de Hierro en un rayo de generación retro ya que la Resistencia tuvo que trasladarse a la Mansión de los Vengadores.[25] Stegron luego irrumpe en el Museo Americano de Historia Natural, donde utiliza el rayo de generación retro en los restos de dinosaurios, devolviendo la vida a los dinosaurios.[26] Después de que el Agente Venom y su simbionte sacrifiquen sus vidas para lograr que la Reina Araña caiga en el Círculo de Colón, Stegron y sus dinosaurios se la comen. Algunos días después, Stegron se une a los Vengadores reensamblados, cuyo cuartel general ayuda a reparar. Está presente cuando Dino-Thor jura a Spider-Man como el nuevo Barón de Spider-Island.[27]

### Super Hero Squad
- Stegron aparece en el número 6 de "Super Hero Squad" (basado en The Super Hero Squad Show). Él aparece como un arqueólogo que se convierte en Stegron por un Fractal Infinito.[28]

## En otros medios

### Televisión
- Stegron aparece en Marvel Aventuras de los Superheroes de Marvel en el episodio 10 llamado: ¿Seguro? ¡Segurísimo! en el que Spider-Man y Reptil lo detienen de robar un museo.

### Videojuegos
- Stegron aparece en Marvel: Avengers Alliance. Se lo ve en Spec-Ops # 21, donde está del lado del Alto Evolucionador en el momento en que estaba en una lucha de poder contra Sauron y A.I.M. en la Tierra Salvaje.